# Christoph-Dornier-Klinik
Die Christoph-Dornier-Klinik für Psychotherapie ist eine 1993 eröffnete und nach § 30 Gewerbeordnung konzessionierte Privatklinik in der Innenstadt von Münster.
Die Gründung initiierte Christoph Dornier, ein Sohn des Flugzeugpioniers Claude Dornier, zunächst als „Christoph-Dornier-Centrum für klinische Psychologie“.
Seit 1998 – im Jahr der Erlassung des Psychotherapeutengesetzes (PsychThG) – bekam die bis zu diesem Zeitpunkt ausschließlich psychologisch geleitete Einrichtung auch eine ärztliche Leitung und trägt seitdem den Namen „Christoph-Dornier-Klinik“.
Seit der Gründung besteht eine Unterstützung durch den Berufsverband Deutscher Psychologinnen und Psychologen (BDP).
Die Klinik hat sich auf die Behandlung nach den Prinzipien der psychotherapeutischen Methoden der kognitiven Verhaltenstherapie spezialisiert. Je nach Störungsbild kommen alle drei sog. „Wellen“ der Verhaltenstherapie zum Einsatz.
Die besondere Effektivität der Klinik wird durch das Konzept der stationären intensiven Einzelpsychotherapien ermöglicht und psychometrisch überprüft.
Zum Behandlungsspektrum der Klinik zählt die Therapie von Angsterkrankungen, Depressionen, Essstörungen (wie Anorexia nervosa  oder Bulimia nervosa), Medienabhängigkeit, Persönlichkeitsstörungen, Traumafolgestörungen und Zwangserkrankungen.
Das Behandlungsangebot richtet sich an erwachsene Patienten sowie Jugendliche ab 14 Jahren.